# Plagiotremus phenax
Plagiotremus phenax là một loài cá biển thuộc chi Plagiotremus trong họ Cá mào gà. Loài này được mô tả lần đầu tiên vào năm 1976.

## Từ nguyên
Từ định danh phenax bắt nguồn từ phénāx (φέναξ) trong tiếng Hy Lạp cổ đại, mang nghĩa là “kẻ mạo danh”, hàm ý đề cập đến sự giống nhau đến ấn tượng của loài này với Meiacanthus smithi.

## Phân bố và môi trường sống
Từ Lakshadweep và Maldives, P. phenax có phân bố giới hạn ở đông bắc Ấn Độ Dương, băng qua Sri Lanka, biển Andaman và phía bắc đảo Sumatra.
P. phenax sống trên các rạn san hô ven bờ và trong đầm phá, độ sâu đến ít nhất là 10 m.

## Mô tả
Tổng chiều dài lớn nhất được ghi nhận ở P. phenax là 8 cm. Loài này có màu nâu xám nhạt. Vây lưng có dải đen ở gần rìa, tượng tự hai thùy đuôi cũng có viền đen kéo dài đến rìa cuống đuôi. Một vài cá thể đực (có lẽ là vào giai đoạn giao phối) thì gai vây lưng có sọc cam, hẹp hơn sọc đen gần rìa. Cả vây lưng và vây hậu môn đều có dải trắng ngay rìa.
Số gai vây lưng: 7–8; Số tia vây lưng: 35–37; Số gai vây hậu môn: 2; Số tia vây hậu môn: 20–23; Số tia vây ngực: 11–12.

## Sinh thái
Trứng của P. phenax dính vào chất nền thông qua một tấm đế dạng sợi. Cá bột là dạng phiêu sinh vật, thường được tìm thấy ở vùng nước nông ven bờ.
Các loài mào gà Meiacanthus đều có tuyến nọc độc trong răng nanh. Do đó, chúng là hình mẫu để nhiều loài khác bắt chước theo, gọi là bắt chước kiểu Bates (loài không độc bắt chước kiểu hình, hành vi của một loài có độc). P. phenax là một loài bắc chước của Meiacanthus smithi, khác là P. phenax không có vạch đen đặc trưng sau mắt ngược lên đỉnh đầu như M. smithi.